# Irish League 1966-1967
L'Irish League 1966-1967 è stata la 66ª edizione della prima divisione del campionato nordirlandese di calcio.
Il campionato era formato da dodici squadre e il Glentoran vinse il titolo. Non vi furono retrocessioni.

## Classifica finale
| Pos. | Squadra          | G  | V  | N | P  | GF | GS | Punti |
| ---- | ---------------- | -- | -- | - | -- | -- | -- | ----- |
| 1    | Glentoran        | 22 | 14 | 6 | 2  | 67 | 35 | 34    |
| 2    | Linfield         | 22 | 14 | 5 | 3  | 70 | 37 | 33    |
| 3    | Derry City       | 22 | 11 | 5 | 6  | 51 | 42 | 27    |
| 4    | Coleraine        | 22 | 10 | 5 | 7  | 53 | 42 | 25    |
| 5    | Crusaders        | 22 | 11 | 2 | 9  | 63 | 60 | 24    |
| 6    | Glenavon         | 22 | 9  | 5 | 8  | 50 | 39 | 23    |
| 7    | Ballymena United | 22 | 9  | 5 | 8  | 54 | 45 | 23    |
| 8    | Ards             | 22 | 7  | 7 | 8  | 37 | 38 | 21    |
| 9    | Portadown        | 22 | 8  | 4 | 10 | 46 | 48 | 20    |
| 10   | Distillery       | 22 | 6  | 5 | 11 | 44 | 53 | 17    |
| 11   | Bangor           | 22 | 3  | 3 | 16 | 35 | 95 | 9     |
| 12   | Cliftonville     | 22 | 2  | 4 | 16 | 23 | 59 | 8     |

G = Partite giocate; V = Vittorie; N = Nulle/Pareggi; P = Perse; GF = Goal fatti; GS = Goal subiti; 